# Poptogramas
Os poptogramas são pictogramas relacionados à cultura pop. Criado pelo designer brasileiro Daniel Motta, este autor lançou o livro Poptogramas ao final de 2005 que difundiu as ilustrações no país.

## Características

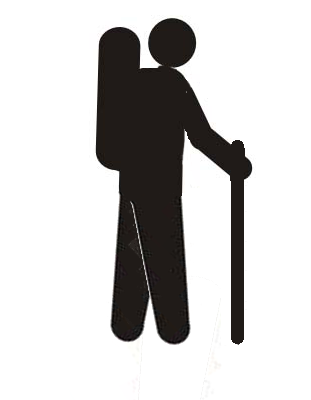
Imagem de um pictograma convencional.

Uma das suas principais características é serem simples e com formas cheias em vez de apenas contornos. Devem ser legíveis, mesmo a reduzidas dimensões mas também legíveis a longas distâncias e em ambientes com condições degradadas. A literatura sugere que pictogramas concretos (por exemplo: ilustrativos) são mais facilmente compreendidos do que os abstratos ou arbitrários que, quase sempre, necessitam de aprendizagem.

## Livros
O primeiro livro foi lançado no final de 2005. Poptogramas, de autoria de Daniel Motta, retratava ícones da música internacional, mais precisamente do cenário Pop, rock e Hip-hop. Nos livros, o leitor encontra o desenho em uma página e pode realizar um jogo. Há a sugestão de tentar se adivinhar qual é o artista retratado. A identificação do artista encontra-se na página seguinte, ao se virar a folha.
Em dezembro de 2008, Daniel Motta lançou o segundo volume, dessa vez batizado de Poptogramas Brasilis, que assim como o primeiro, traz releituras de artistas em forma de pictogramas, com o diferencial de tratar apenas de artistas brasileiros desta vez.